# Under the Lash

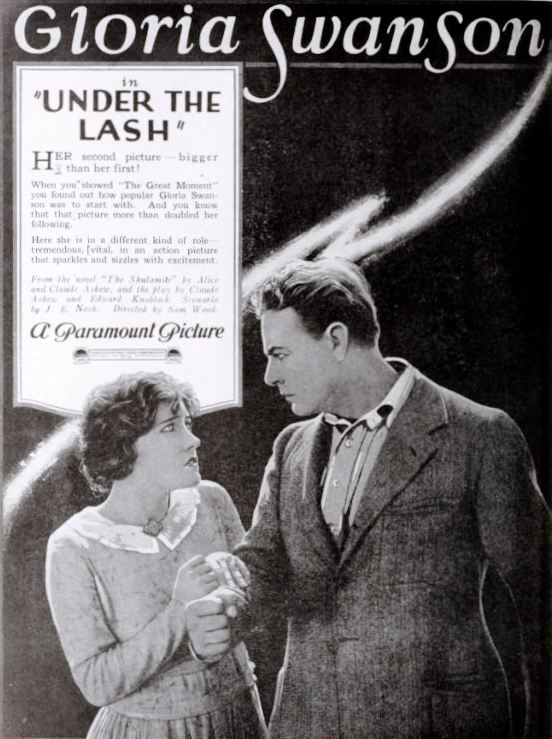
Annonce pour le film.

Under the Lash est un film américain réalisé par Sam Wood, sorti en 1921.

## Synopsis
Une femme est malheureuse dans son mariage avec un fermier intolérant et bigot. L'arrivée d'un jeune anglais bien éduqué et prévenant provoque un triangle amoureux qui finit par un meurtre.

## Fiche technique
- Réalisation : Sam Wood
- Scénario : 	J. E. Nash d'après The Shulamite d'Alice et Claude Askew
- Photographie : Alfred Gilks
- Producteur : Famous-Players-Lasky[2]
- Distributeur : Paramount Pictures
- Durée : 6 bobines
- Date de sortie : 16 octobre 1921

## Distribution
- Gloria Swanson : Deborah Krillet
- Mahlon Hamilton : Robert Waring
- Russell Simpson : Simeon Krillet

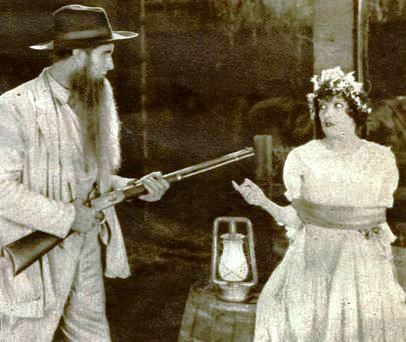
Gloria Swanson dans une scène du film.

- Lillian Leighton : Tant Anna Vanderberg
- Lincoln Stedman : Jan Vanderberg
- Thena Jasper : Memke
- Clarence Ford : Kaffir boy

## Production
Le film a été tourné à Hollywood